# IVT Värmepumpar
IVT Värmepumpar är ett svenskt företag som tillverkar och säljer olika typer av värmepumpar. Företaget har cirka 450 anställda i Sverige. 2019 hade företaget en omsättning på drygt 1,4 miljarder svenska kronor.

## Historia
IVT Industrier AB grundades 1970 i Tranås av Elis Peterson. Inledningsvis tillverkades torkutrustning för den grafiska industrin innan IVT år 1973 startade utvecklingen av värmepumpar. Under 70-talet var det framförallt värmepumpar av typen mark/jordvärme som utvecklades och såldes på den svenska marknaden.
Under 80- och 90-talet breddades produktutbudet till att innefatta även luftvatten, frånluft samt luft/luft-värmepumpar.
2005 köptes IVT Industrier AB av Robert Bosch GmbH. 2005 blev IVT Värmepumpar Greenline Svanenmärkt.

## Produkter
Bergvärmepumpar, jordvärmepumpar, sjövärmepumpar, luft/vattenvärmepumpar, luft/luftvärmepumpar samt frånluftsvärmepumpar. 